# ثيو أرشيبالد
ثيو أرشيبالد (بالإنجليزية: Theo Archibald)‏ هو لاعب كرة قدم بريطاني في مركز الوسط، ولد في 5 مارس 1998 في غلاسكو في المملكة المتحدة. شارك مع منتخب اسكتلندا تحت 21 سنة لكرة القدم. أما مع النوادي، فقد لعب مع نادي برينتفورد.

## وصلات خارجية
- ثيو أرشيبالد على موقع الاتحاد الأوربي (الإنجليزية)
- ثيو أرشيبالد على موقع الاتحاد الإسكتلندي (الإنجليزية)
- ثيو أرشيبالد على موقع قاعدة بيانات كرة القدم.إي يو (الإنجليزية)
- ثيو أرشيبالد على موقع Soccerbase.com (لاعب) (الإنجليزية)
- ثيو أرشيبالد على موقع Soccerway.com (الإنجليزية)